# 王立山
王立山（1961年11月—），山东昌邑人，大学学历，法学学士。1977年12月参加工作，1982年7月加入中国共产党，曾任中国共产党第十九届中央纪律检查委员会委员，第十三届全国人民代表大会代表。

## 简介
1980年9月至1984年8月，在中国政法大学法律系法律专业学习，毕业后供职于中共河北省委政法委。2000年4月，担任河北省委政法委执法监督处处长。
2003年3月，担任河北省沧州市中级人民法院代理院长、党组书记。2003年5月，担任河北省沧州市中级人民法院院长。2005年1月，担任河北省人民检察院党组成员、反贪污贿赂工作局局长。2009年1月，任河北省人民检察院副检察长。
2011年4月，任中共河北省保定市委常委、政法委书记。2013年6月，担任河北省委政法委副书记。2015年4月，担任中共河北省委政法委常务副书记、省维稳办主任。
2016年9月至12月，任中共河北省委组织部副部长。
2016年12月，担任中央巡视组副部级巡视专员。
2017年3月31日，正式出任中共湖北省委常委、省纪委书记。2018年1月29日，当选省监察委员会主任。2018年2月24日，当选为第十三届全国人大代表。
2021年2月，调任中央纪委国家监委驻全国人大机关纪检监察组组长、全国人大常委会机关党组成员。